# Заграничний Зіновій Давидович
Зіно́вій Дави́дович Заграни́чний (10 січня 1900, Коростишів — 23 червня 1966, Харків) — український радянський хормейстер, композитор, педагог. Заслужений артист УРСР з 1957 року.

## Біографія
Народився 29 грудня 1899 (10 січня 1900) року в місті Коростишеві (тепер Житомирська область, Україна). 
У 1919-1922 — на армійській службі.
1927 року закінчив Харківський музично-драматичний інститут (клас композиції С. Богатирьова й В. Золотарьова). 
У 1927-1929 — музичний керівник, диригент і композитор театру «Веселий пролетар». 
у 1929–1941 — організатор і керівник Єврейської хорової капели при Харківській філармонії, водночас композитор і диригент театру «Гезкульт». 
У 1938-1940 — член правління Спілки композиторів України.
Співавтор Гімну УРСР (1947).
у 1942–1965 роках — художній керівник самодіяльності трудових резервів у Ташкенті (під час евакуації) і Харкові, з хором якої брав участь у Всесвітньому фестивалі молоді та студентів у Москві в 1957 році. 
У 1929-1966 викладав у Харківському музично-драматичному інституті (від 1934 — Харківська державна консерваторія, від 1963 — Інститут мистецтв), у 1936–1941 роках — керівник Оперної студії та у 1939–1962 роках — консерваторського хору, з 1940 — доцент, з 1947 — в.о. професора, в 1949-1950 завідувач кафедри хорового диригування, з 1956 — професор. 
Серед учнів — Є. Конопльова, Є. Мірошниченко, О. Петросян, Н. Бабіч. 
Помер у Харкові 23 червня 1966 року.

## Творчість
У репертуарі:
- оперети — «Знак Зорро» (1926), «Голубі скелі» (1937), «Зухвале дівчисько» (1940—1941);
- квінтет на єврейські теми (1927);
- сюїта на корейські пісні (1936);
- музична комедія «Щасливий старт» (1950);
- хори на слова Т. Шевченка, О. Пушкіна, І. Муратова, Шолом-Алейхема, С. Єсеніна;
- масові пісні;
- музика до театральних вистав;
- обробки народних пісень для хору[3].

1947 року брав участь у групі під керівництвом А. Лебединця зі створення музики Гімну УРСР на слова М. Бажана і П. Тичини. 
Опрацьовував український і єврейський фольклор. 

## Сім'я
- Дружина: Конопльова Євгенія Олексіївна, хормейстер, професор Харківського інституту культури.